# 正阳街道 (长春市)
正阳街道，是中华人民共和国吉林省长春市绿园区下辖的一个乡镇级行政单位。

## 行政区划
正阳街道下辖以下地区：
爱民社区、互助社区、绿化社区、和平社区、延寿社区、春城社区、万福社区和风和日丽社区。